# Luc Huyse
Luc Huyse (Heule, 18 november 1937) is een Belgisch socioloog en emeritus hoogleraar van de Katholieke Universiteit Leuven. Hij heeft zich verdiept in ongelijkheid en uitsluiting, besluitvorming in de Belgische politiek, breuklijnen in de samenleving, democratisering van het onderwijs, verzuiling, collaboratie en repressie. Na zijn emeritaat werkte hij als consultant voor jonge democratieën in transitie. Hij werd geregeld gevraagd voor commentaar in de media omwille van zijn snelle en puntige analyses van de politieke actualiteit. Veel van zijn studies en politieke commentaren zijn ook in toegankelijke taal in boekvorm gepubliceerd.

## Levensloop
Huyse werd vlak voor de Tweede Wereldoorlog geboren in een deelgemeente van Kortrijk. Hij groeide op in een arbeidersgezin en maakte geen evidente keuze om aan het einde van de jaren vijftig in Leuven te gaan studeren. Huyse maakte er deel uit van de lees- en debatgroep Universitas, die ook een gelijknamig maandblad uitgaf ‘voor Katholieke Actie en Kristelijke Kultuurvernieuwing’, en waarvan professor Albert Dondeyne de bezieler was. Hij werd er ook een jaar lang voorzitter van het studentenparlement. In 1960 behaalde hij de graad van licentiaat in de sociologie met een proefschrift over de democratisering van het onderwijs. Huyse begon in 1962 te werken als assistent in de politieke en sociale wetenschappen in het Centrum voor Sociale Studies. Hij verdiepte zich in onderwijssociologie aan de Universiteit van Oxford en politicologie aan de Harvard-universiteit. Na zijn terugkeer werd hij voorzitter van Lovan, de Leuvense Organisatie van Assistenten en navorsers, waardoor hij rechtstreeks betrokken werd bij het overleg met de Franstaligen over de toekomst van de Universiteit. Hij bleef verder in Leuven, waar hij bekendstond om zijn maatschappijkritische houding, progressiviteit en sociale betrokkenheid.
In 1968 werd Huyse door decaan Zeger Van Hee aangesteld als docent sociologie in de kandidaturen en in 1974 als hoogleraar rechtssociologie in de licenties aan de faculteit van de juristen. In de tussentijd had hij in 1970 het doctoraat in de politieke en sociale wetenschappen verkregen. Aan de rechtsfaculteit richtte Huyse het Instituut Recht en Samenleving op, bedoeld om de studie te bevorderen van het recht en rechtssystemen in hun maatschappelijke context. Van daaruit startte hij zijn studies naar ‘transitional justice’, overgangsjustitie, die plaatsvindt in landen na een diepgaand conflict. Midden jaren tachtig ging hij van start met zijn studie naar de collaboratie en repressie na de Tweede Wereldoorlog in België; begin jaren negentig bestudeerde hij de verwerking van het communistische verleden in Centraal-Europa; daarna volgde de studie van de jonge democratieën, en de toepassingen van vormen van amnestie, waarheidscommissies en berechtingen ten aanzien van rechtsschendingen in het verleden.
In 2000 ging Huyse met emeritaat. Hij bleef echter schrijven over de samenleving. Zo publiceerde hij in 2009 samen met Jos Bouveroux Het onvoltooide land, een boek over de geschiedenis van de communautaire problemen en de staatshervormingen van België. Van dit boek werd een documentairereeks gemaakt die te zien was op Canvas.

## Enkele werkterreinen

### Verzuiling en progressieve frontvorming
In 1969 publiceerde Huyse zijn eerste onderzoek naar de politieke apathie in België onder de titel De niet-aanwezige staatsburger. Over de sociologische achtergronden van deze passiviteit weidde hij in 1970 verder uit in zijn doctoraal proefschrift Passiviteit, pacificatie en verzuiling in de Belgische politiek. Een belangrijke rol in deze passiviteit en in het functioneren van de Belgische democratie schreef hij toe aan de verzuiling. Huyse bestudeerde in deze studie de werking van de Belgische ‘pacificatiedemocratie’ over de periode 1944-1961. Ook met latere publicaties, zoals De verzuiling voorbij uit 1987, vestigde Huyse zijn naam als socioloog van de verzuiling en van de politieke besluitvorming in België.
Huyse zette zich in de jaren zeventig en tachtig ook zelf in voor een progressieve frontvorming en voor ontzuiling. Hij was een tijdlang hoofdredacteur van het ‘tijdschrift voor politieke vernieuwing', De Nieuwe Maand, dat uitdrukkelijk de frontvorming van de progressieve krachten tot thema had. Begin jaren tachtig onderhandelde hij met de socialist Louis Tobback over een progressieve eenheidslijst voor de gemeenteraadsverkiezingen in Leuven. Daarom eisten bij de opening van het academiejaar in 1982 bestuursleden van het Katholiek Vlaams Hoogstudentenverbond in een pamflet dat Huyse ontslagen zou moeten worden. De toenmalige rector Pieter De Somer besliste echter dat hij bleef, hoewel de Katholieke Universiteit Leuven nu juist een van de pijlers van de christelijke zuil was. Huyse heeft ondanks zijn deelname aan het publieke debat nooit deel uitgemaakt van het politieke establishment.

### Collaboratie en repressie
Collaboratie en repressie zijn sinds de repressie na de Tweede Wereldoorlog steeds gevoelige thema’s geweest binnen de Vlaamse Beweging, waarvan een groot deel de repressie beschouwde als een afrekening van de Belgische Staat met het Vlaamse nationalisme. Huyses onderzoek op dit snijvlak van recht en politiek werd destijds op veel scepticisme en achterdocht onthaald. Hij onderzocht hiervoor een steekproef van duizenden uittreksels uit een geheel van tienduizenden uittreksels die betrekking hadden op uitspraken van militaire tribunalen en uit de burgerlijke epuratie, en die alle verschenen waren in het Belgisch Staatsblad, maar tevoren nog nooit waren onderzocht. Het boek, waarin de jurist Paul Depuydt de economische collaboratie behandelde, bracht andere studies op gang en een aangepaste zienswijze op deze periode van de Vlaamse en Belgische geschiedenis.

### Verzoeningsprocessen
Vanuit zijn belangstelling voor de problemen van collaboratie en repressie in België, ontstond bij Luc Huyse ook de interesse naar de verzoeningsprocessen in Afrikaanse samenlevingen die de moeilijke overstap maken van een intens maatschappelijk conflict naar maatschappelijke verzoening. Huyse publiceerde in 2006 over deze overgangsprocessen, onder meer in Afrika, het standaardwerk Alles gaat voorbij, behalve het verleden. Samen met het Studie- en Documentatiecentrum Oorlog en Hedendaagse Maatschappij (SOMA) en de Dienst Vredesopbouw van de Federale Overheidsdienst Buitenlandse Zaken bereidden Luc Huyse en een aantal andere Europese experten een internationaal symposium voor dat plaatsvindt in mei 2012. Daar zullen experten uit Afrika, Azië en Latijns-Amerika hun ervaringen confronteren met de Europese bevindingen.

## Onderscheidingen
- 1982-1983: Francqui-Leerstoel aan de Vrije Universiteit Brussel.
- 2002: eredoctoraat van de Universiteit Gent omdat hij ‘op interdisciplinaire en onafhankelijke manier de reputatie van internationaal vakspecialist in de (rechts)sociologie’ had verworven.[6]
- 2006: de driejaarlijkse Prijs van de Vlaamse Gemeenschap voor Kritiek & Essay voor zijn boek Over politiek.
- 2006: ABN AMRO Bank Prijs voor het beste non-fictieboek met Alles gaat voorbij, behalve het verleden.
- 2009: Arkprijs van het Vrije Woord.

## Voornaamste publicaties
- 1970: Passiviteit, pacificatie en verzuiling in de Belgische politiek. Een sociologische studie (Antwerpen: Standaard)
- 1976: In de buitenbaan. Arbeiderskinderen, universitair onderwijs en sociale ongelijkheid (Antwerpen: Standaard) met Lieven Vandekerckhove
- 1985: Eeuwige dilemma's: honderd jaar socialistische partij (Leuven : Kritak) met Mark Schaevers, Jaak Brepoels en Frank Vandenbroucke
- 1980: De gewapende vrede. Politiek in België na 1945 (Leuven: Kritak, 7e druk: 1987)
- 1987: De verzuiling voorbij (Leuven: Kritak)
- 1991: Onverwerkt verleden. Collaboratie en repressie in België, 1942-1952 (Leuven: Kritak) met Steven Dhondt (red.)
- 1992: In de buitenbaan - Nog steeds? De (on)aantrekkelijkheid van de intellectuele beroepen voor het arbeidersmilieu (Leuven: Acco) met Dominic Verhoeven en Lieven Vandekerckhove
- 1994: De politiek voorbij. Een blik op de jaren negentig (Leuven: Kritak)
- 1997: De mensen van het recht (Leuven: Van Halewyck) met Hilde Sabbe
- 2003: Reconciliation after Violent Conflict. A handbook. (Stockholm: International Institute for Democracy and Electoral Assistance (International IDEA)) Co-editor met David Bloomfield en Teresa Barnes
- 2006: Alles gaat voorbij, behalve het verleden (Amsterdam: Van Gennep / Leuven: Van Halewyck, 2006)
- 2008: Traditional Justice and Reconciliation after Violent Conflict. Learning from African Experiences. (Stockholm: International Institute for Democracy and Electoral Assistance) Co-editor met Mark Salter
- 2009: Het onvoltooide land (Leuven: Van Halewyck) met Jos Bouveroux
- 2014 De democratie voorbij (Leuven: Van Halewyck)